# Kouassi Brou
Kouassi Franck Olivier Brou (ur. 16 czerwca 1992 w Agnibilékrou) – iworyjski pływak, uczestnik igrzysk olimpijskich.

## Życiorys
Jako 16 latek wziął udział w Igrzyskach olimpijskich w Pekinie. Podczas kolejnej Olimpiady w Londynie po zakończeniu startu opuścił hotel razem z inną iworyjską pływaczką Assita Touré. Pomimo poszukiwań Fédération Ivoirienne de Natation et Sauvetage i informacji o przyznaniu mu stypendium olimpijskiego nie odnalazł się.

### Igrzyska Olimpijskie
Brou wystartował na igrzyskach olimpijskich dwukrotnie.
Po raz pierwszy w wieku szesnastu lat podczas XXIX Letnich Igrzysk Olimpijskich w 2008 roku w Pekinie. Reprezentował tam swój kraj w jednej konkurencjach pływackich. Na dystansie 50 metrów stylem dowolnym wystartował w piątym wyścigu eliminacyjnym. Z czasem 26,08 sek. zajął w nim ósme miejsce, a w rankingu ogólnym zajął siedemdziesiąte szóste miejsce.
Cztery lata później, podczas XXX Letnich Igrzysk Olimpijskich w Londynie, Brou ponownie wystartował na dystansie 50 metrów stylem dowolnym. W trzecim wyścigu eliminacyjnym, z czasem 25,82 uplasował się na czwartym miejscu. W rankingu ogólnym zajął czterdzieste czwarte miejsce.